# بالی شو
بالی شو (انگلیسی: Bally Shoe) شرکت کالای لوکس سوئیسی است، که در سال ۱۸۵۱ توسط کارل فرانتس بالی تأسیس شد.